# Liste des monuments historiques de Collonges-la-Rouge
Ce tableau présente la liste de tous les monuments historiques classés ou inscrits dans la ville de Collonges-la-Rouge, Corrèze, en France.

## Liste
| Monument                     | Adresse                | Coordonnées                      | Notice         | Protection     | Date      | Illustration                 |
| ---------------------------- | ---------------------- | -------------------------------- | -------------- | -------------- | --------- | ---------------------------- |
| Ancienne mairie              |                        | 45° 03′ 42″ nord, 1° 39′ 17″ est | « PA00099726 » | Inscrit        | 1951      | Ancienne mairie              |
| Château de Beauregard        | Beauregard             | 45° 02′ 34″ nord, 1° 39′ 52″ est | « PA00099718 » | Inscrit        | 1926      | Image manquante Téléverser   |
| Château de Benge             |                        | 45° 03′ 36″ nord, 1° 39′ 09″ est | « PA00099964 » | Classé         | 1953 1954 | Château de Benge             |
| Château du Martret           | Le Martret             | 45° 03′ 46″ nord, 1° 39′ 20″ est | « PA00099719 » | Classé         | 1951      | Image manquante Téléverser   |
| Château Maussac              |                        | 45° 03′ 38″ nord, 1° 39′ 25″ est | « PA00099720 » | Inscrit        | 1926      | Château Maussac              |
| Croix de la Passion          | Place du Prieuré       | 45° 03′ 37″ nord, 1° 39′ 17″ est | « PA00099721 » | Inscrit        | 1932      | Croix de la Passion          |
| Église Saint-Pierre          |                        | 45° 03′ 37″ nord, 1° 39′ 17″ est | « PA00099722 » | Classé         | 1905      | Église Saint-Pierre          |
| Enceinte                     |                        | 45° 03′ 37″ nord, 1° 39′ 14″ est | « PA00099723 » | Inscrit Classé | 1929 1933 | Enceinte                     |
| Halle                        |                        | 45° 03′ 37″ nord, 1° 39′ 15″ est | « PA00099724 » | Inscrit        | 1987      | Halle                        |
| Ancien Hôtel Beaurival       | Rue de la Barrière     | 45° 03′ 37″ nord, 1° 39′ 14″ est | « PA00099725 » | Inscrit        | 1926      | Ancien Hôtel Beaurival       |
| Maison                       | Place de la Halle      | 45° 03′ 37″ nord, 1° 39′ 16″ est | « PA00099739 » | Inscrit        | 1951      | Maison                       |
| Maison du 16e siècle         |                        | 45° 03′ 39″ nord, 1° 39′ 24″ est | « PA00099727 » | Inscrit        | 1929      | Image manquante Téléverser   |
| Maison Bonyt                 | Rue de la Barrière     | 45° 03′ 37″ nord, 1° 39′ 12″ est | « PA00099734 » | Inscrit        | 1951      | Maison Bonyt                 |
| Maison Boutang du Peyrat     | Rue de la Barrière     | 45° 03′ 37″ nord, 1° 39′ 14″ est | « PA00099733 » | Inscrit        | 1951      | Maison Boutang du Peyrat     |
| Maison Dey                   | 10 rue de la Barrière  | 45° 03′ 37″ nord, 1° 39′ 15″ est | « PA00099735 » | Inscrit        | 1951      | Image manquante Téléverser   |
| Maison Ramade de la Serre    | Place de la Fontaine   | 45° 03′ 40″ nord, 1° 39′ 17″ est | « PA00099738 » | Inscrit        | 1951      | Maison Ramade de la Serre    |
| Maison du Docteur Faige      | Rue de la Barrière     | 45° 03′ 37″ nord, 1° 39′ 15″ est | « PA00099736 » | Inscrit        | 1951      | Image manquante Téléverser   |
| Maison Julliot               | Rue de la Barrière     | 45° 03′ 36″ nord, 1° 39′ 10″ est | « PA00099737 » | Inscrit        | 1951      | Image manquante Téléverser   |
| Maison Poignet               |                        | à géolocaliser                   | « PA00099728 » | Classé         | 1954      | Image manquante Téléverser   |
| Maison Salvant et Vallat     | Rue de la Garde        | 45° 03′ 35″ nord, 1° 39′ 22″ est | « PA00099729 » | Inscrit        | 1951      | Image manquante Téléverser   |
| Maison dite « de la Sirène » |                        | 45° 03′ 39″ nord, 1° 39′ 17″ est | « PA00099730 » | Classé Inscrit | 1949 2011 | Maison dite « de la Sirène » |
| Maison des Sœurs             | Rue Noire              | 45° 03′ 38″ nord, 1° 39′ 17″ est | « PA00099731 » | Inscrit        | 1951      | Image manquante Téléverser   |
| Manoir de Beauvirie          |                        | 45° 03′ 40″ nord, 1° 39′ 21″ est | « PA00099740 » | Inscrit        | 1929      | Manoir de Beauvirie          |
| Manoir de Vassinhac          | Rue de la Garde        | 45° 03′ 35″ nord, 1° 39′ 19″ est | « PA00099741 » | Classé         | 1932      | Manoir de Vassinhac          |
| Prieuré                      | Place Marcel-Lapetitié | 45° 03′ 38″ nord, 1° 39′ 16″ est | « PA00099742 » | Inscrit        | 1951      | Prieuré                      |
| Tribunal de la Châtellerie   |                        | 45° 03′ 37″ nord, 1° 39′ 14″ est | « PA00099743 » | Classé         | 1978      | Tribunal de la Châtellerie   |